# Wang Lianshou
Wang Lianshou, död 1946, var en kinesisk amma. Hon var amma och barnskötare till Kinas sista kejsare, Puyi, mellan 1906 och 1914. Hon spelade en stor roll i Puyis liv, och han beskrev henne själv som den verkliga föräldragestalten i hans liv. 

## Biografi
Wang Lianshou föddes i en fattig bondefamilj i Hebeiprovinsen och flydde till Peking på grund av en översvämning. Hon gifte sig med en tjänare, som dog och lämnade henne som fattig änka med ett spädbarn 1906. Hon sökte och fick platsen som den nyfödde Puyis amma. Hennes biologiska dotter svalt ihjäl två år senare, men hon fick inte reda på detta förrän sex år senare. 

### Förbjudna staden
Hon var den enda person som tilläts följa med Pyui till den förbjudna staden när han år 1908 valdes till kejsare. De utvecklade ett mycket nära band, och Puyi förklarade själv efteråt att hon var den enda person som lyckades kontrollera honom, under en tid när ingen annan satte några begränsningar på honom, ens när han uttryckte en önskan att skada andra människor. Puyi gav som exempel att han vid ett tillfälle ville ge en eunuck en kaka med metallbitar i, för att han ville se hur det såg ut när offret bet sönder sina tänder. Wang Lianshou påpekade då att eunucken inte skulle kunna äta om han förlorade sina tänder, och övertalade honom därför att låta bli. 
När Puyi fyllde nio år 1914 bestämde hovet under ledning av Longyu att han skulle sluta amma Wang Lianshou, och hon förvisades från den förbjudna staden. Puyi, som inte fick reda på saken förrän efteråt, reagerade våldsamt på hennes förvisning, gav utan framgång order om att hon skulle föras tillbaka, och hatade de som hade gett order om saken. 
Puyi återkallade henne till hovet sedan han gift sig 1922 och därmed räknades som vuxen och fick fatta sina egna beslut. Förutom att förse henne med alla levnadskostnader skickade han också en eunuck och två gamla pigor för att ta hand om henne, och ordnade senare så att hon kunde bo nära Beijing Tianqiao. År 1924, efter att Puyi fördrevs från den förbjudna staden, avbröts finansieringen. 

### Senare liv
Efter incidenten den 18 september 1931 blev Puyi kejsare av Manchukuo och skickade folk till Beiping för att föra Wang Lianshou till Changchun och låta Wang Lianshou bo på en liten innergård bredvid Manchukuos kejserliga palats. Alla levnadskostnader stod Puyi för. 
Den 13 augusti 1945 flydde Wang Lianshou till Dalizigou i Tonghua med Puyi. Den 15 augusti tillfångatogs Puyi på Shenyang flygplats och eskorterades till Sovjetunionen. Mellan januari och februari 1946 överförde de nordöstra antijapanska allierade styrkorna Wanrong, Li Yuqin, Hiro Saga, Yan Tongjiang och två eunucker från Linjiang County till Tonghua. Snart överfördes även Wang Lianshou och hennes två adopterade söner till Tonghua, och tillsammans med Wanrong, sju personer inklusive Li Yuqin och Hiro Saga bodde i ett stort rum. Senare bodde de var för sig i en kontorsbyggnad av den tidigare Manchukuos allmänna säkerhetsbyrå, medan de nordöstra antijapanska allierade styrkorna hade ett kontor på övervåningen. Snart överfördes också de japanska tjänstemännen som brukade arbeta i det kejserliga palatset från Dalizigou till Tonghua och fängslades i kontorsbyggnaden. Mitt i natten på nyårsafton 1946 gjorde mer än 200 japaner upplopp och rusade in på kontoret för den nordöstra antijapanska koalitionsarmén i övervåningen i kontorsbyggnaden vid 5-tiden på morgonen. Wang Lianshou träffades av en förlupen kula och avled av blödningarna.